# La Bouilladisse
La Bouilladisse este o comună franceză situată în departamentul Bouches-du-Rhône, în regiunea Provence-Alpes-Côte d'Azur.
La Bouilladisse este înfrățită cu comuna Brezoi, din România. Numele localității în provensală este La Bouiadisso.

## Geografie

### Localizare
Orașul are 6.111 locuitori și se întinde pe o suprafață de 12,6 km², ceea ce corespunde unei densități de 475,4 locuitori pe km². La Bouilladisse, situat la 11 km nord de Allauch, este înconjurat de comunele La Destrousse, Peypin și Belcodène. Aflat în apropierea parcului național Calanques (aproximativ 12 km), orașul este situat la o altitudine de 240 de metri și este traversat de mai multe cursuri de apă, în special Merlançon, precum și pârâul Auriguesse.
La Bouilladisse este situat pe autostrada A52, ieșirea Sortie 33, și este traversat de drumul departamental D96.

### Comune limitrofe
| Belcodène     | Peynier              | Trets  |
| Peypin        |                      | Auriol |
| La Destrousse | La Destrousse Auriol | Auriol |

### Climă
În 2010, clima comunei a fost clasificată ca tipic mediteraneană, conform unui studiu realizat de CNRS, bazat pe o serie de date care acoperă perioada 1971-2000. În 2020, Météo-France a publicat o tipologie a climei din Franța metropolitană, conform căreia comuna se află într-o zonă cu climat mediteranean, în regiunea climatică Provence, Languedoc-Roussillon. Aceasta este caracterizată de precipitații reduse vara, o foarte bună expunere la soare (2.600 ore/an), veri calde (21,5 °C), un aer foarte uscat vara și sec în toate anotimpurile, vânturi puternice (cu o frecvență de 40-50 % a vânturilor > 5 m/s) și puține cețuri.
Pentru perioada 1971-2000, temperatura medie anuală este de 13,9 °C, cu o amplitudine termică anuală de 16,3 °C. Cantitatea medie anuală de precipitații este de 660 mm, cu 6,3 zile de precipitații în ianuarie și 1,8 zile în iulie. Pentru perioada 1991-2020, temperatura medie anuală observată la stația meteorologică situată în comuna La Destrousse la 2 km distanță în linie dreaptă, este de 14,5 °C, iar cantitatea medie anuală de precipitații este de 716,4 mm.
| Lună                                            | ian.        | feb.        | mar.        | apr.        | mai         | iun.        | iul.        | aug.        | sep.        | oct.        | nov.        | dec.        | Anual |
| ----------------------------------------------- | ----------- | ----------- | ----------- | ----------- | ----------- | ----------- | ----------- | ----------- | ----------- | ----------- | ----------- | ----------- | ----- |
| Temperatura minimă medie (°C)                   | 1,2         | 0,7         | 3,3         | 6,3         | 9,6         | 13,5        | 15,9        | 15,3        | 12,4        | 9,2         | 5,2         | 1,9         | 7,9   |
| Temperatura medie (°C)                          | 6,6         | 6,9         | 9,8         | 13,1        | 16,7        | 21          | 23,7        | 23,4        | 19,6        | 15,4        | 10,6        | 7,3         | 14,5  |
| Temperatura maximă medie (°C)                   | 12          | 13          | 16,4        | 19,8        | 23,8        | 28,6        | 31,6        | 31,4        | 26,8        | 21,7        | 16,1        | 12,8        | 21,2  |
| Record de temperatură minimă (°C)               | −8,5        | −13,2       | −5,4        | −4,1        | 1           | 6,6         | 9,8         | 8,5         | 3,8         | −1,9        | −6          | −6,6        | −13,2 |
| Dată record minim                               | 17.01. 2017 | 11.02. 2012 | 16.03. 2013 | 08.04. 2021 | 07.05. 2019 | 13.06. 2019 | 15.07. 2016 | 18.08. 2014 | 21.09. 2017 | 22.10. 2007 | 18.11. 2007 | 21.12. 2009 | 2012  |
| Record de temperatură maximă (°C)               | 21,8        | 22,4        | 25,3        | 28,4        | 35          | 43,1        | 39,1        | 40,1        | 35,8        | 30,9        | 24,6        | 22,2        | 43,1  |
| Dată record maxim                               | 28.01.2008  | 24.02. 2020 | 30.03. 2012 | 21.04. 2018 | 23.05. 2009 | 28.06. 2019 | 31.07. 2017 | 23.08. 2023 | 04.09. 2023 | 08.10. 2023 | 01.11. 2022 | 30.12. 2021 | 2019  |
| Precipitații (mm)                               | 60,6        | 45,5        | 53,6        | 64,1        | 52,5        | 53,6        | 17,8        | 25,8        | 57          | 99,5        | 111,7       | 74,7        | 716,4 |
| * Sursă: Météo-France, actualizat la 06/01/2024 |             |             |             |             |             |             |             |             |             |             |             |             |       |

Pentru viitor, parametrii climatici estimati pentru comună pentru anul 2050, conform diferitelor scenarii de emisii de gaze cu efect de seră, pot fi consultati pe un site dedicat publicat de Météo-France în noiembrie 2022.

## Urbanism

### Tipologie
La 1 ianuarie 2024, La Bouilladisse este clasificată drept centură urbană, conform noii grile comunale de densitate cu 7 niveluri definită de INSEE (Institutul Național de Statistică și Studii Economice) în 2022. Ea face parte din unitatea urbană Marsilia-Aix-en-Provence, o aglomerație interdepartamentală, în cadrul căreia este o comună de periferie. De asemenea, comuna aparține de zona metropolitană a Marsiliei - Aix-en-Provence, din care face parte ca o comună din coroană. Această arie, care include 115 comune, este clasificată în categoria ariilor cu 700.000 de locuitori sau mai mulți (cu excepția Parisului).

### Utilizarea terenurilor
Ocuparea terenurilor din comună, așa cum reiese din baza de date europeană privind ocuparea biofizică a solurilor Corine Land Cover (CLC), este marcată de importanța pădurilor și a mediilor semi-naturale (54,4 % în 2018), o proporție relativ echivalentă cu cea din 1990 (53,6 %). Repartiția detaliată în 2018 este următoarea: păduri (40,9 %), zone urbanizate (22,4 %), zone agricole eterogene (20,7 %), medii cu vegetație de tip arbuști și/sau ierboasă (13,5 %), terenuri arabile (2 %), zone industriale sau comerciale și rețele de comunicații (0,6 %). Evoluția ocupării terenurilor în comună și a infrastructurilor sale poate fi observată pe diferitele reprezentări cartografice ale teritoriului: harta Cassini (secolul XVIII), harta de stat-major (1820-1866) și hărțile sau fotografiile aeriene ale IGN pentru perioada actuală (1950 până în prezent).

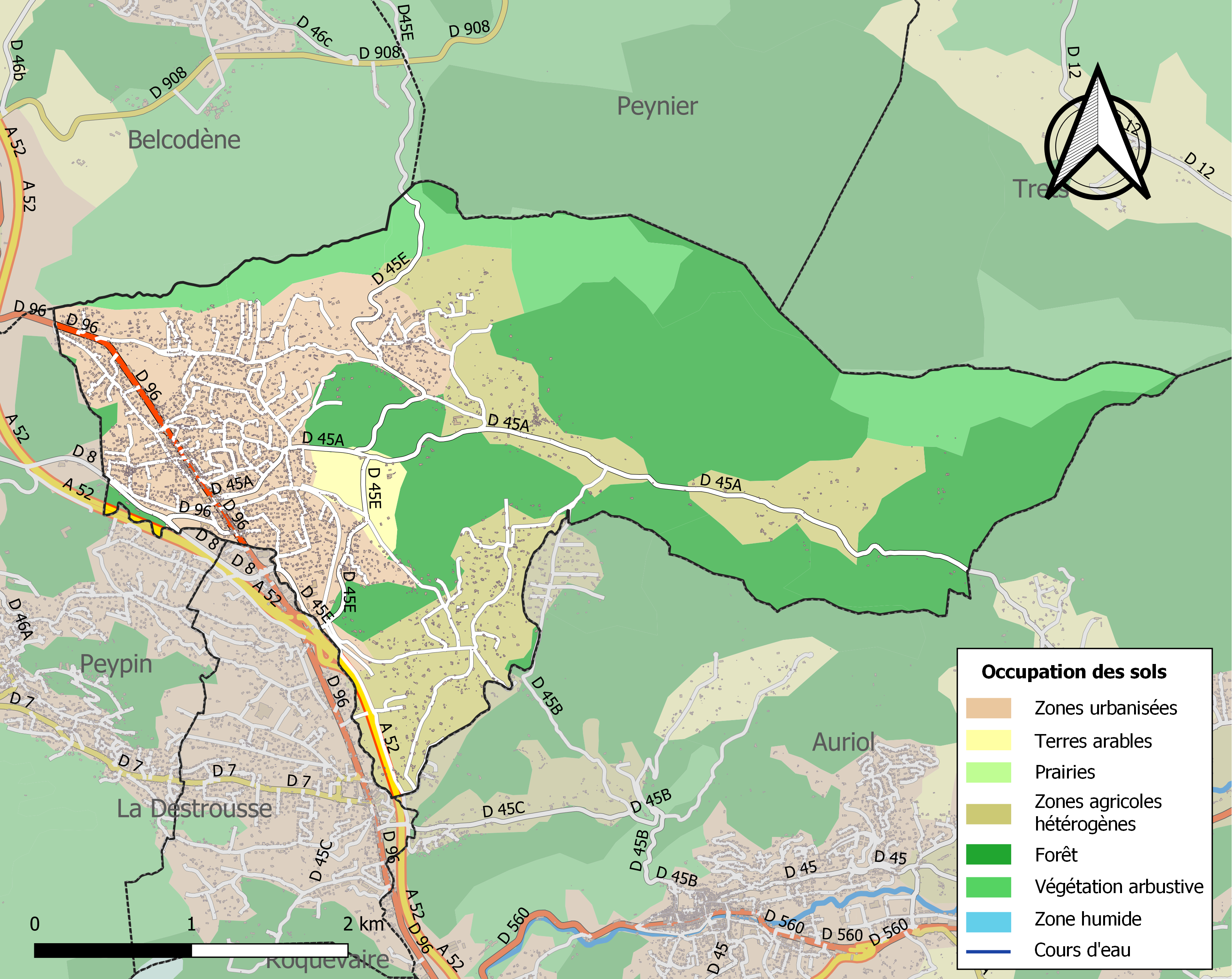
Harta infrastructurii și utilizării terenului a comunei în 2018 (CLC).

## Toponimie
Atestată sub formele Leborina în 1279 (din latină lepus, leporis – „iepure” – și sufixul -ina), La Bourine în 1880, apoi „La Bouilladisse” în 1909, denumire care evocă o sursă de apă deosebit de „turbulentă, clocotitoare”.

## Istorie

### Evenimente istorice
Istorie instituțională: La 49 de ani după prima cerere de separare, comuna a fost înființată la 6 iulie 1880 sub numele de La Bourine, prin desprinderea mai multor cătune din Auriol (comună învecinată din departamentul Bouches-du-Rhône). Comuna a fost redenumită „La Bouilladisse” la 26 mai 1909.
După greva minerilor din 1948, primarul comunei, care susținuse mișcarea, a fost suspendat.

### De la debarcarea din Provence la eliberarea localității La Bouilladisse
În noaptea de 14 spre 15 august 1944, operațiunea Anvil Dragoon, coordonată de Aliați, este în desfășurare între Toulon și Cannes. În linie dreaptă, Toulon se află la aproximativ 40 km de La Bouilladisse, iar curbura căii ferate care traversează satul face din acest loc un punct ideal pentru armata germană pentru a instala o artilerie grea pe cale ferată (AVLF – Artillerie Lourde sur Voie Ferrée). Pe de altă parte, tunelul Saint-Vincent din Roquevaire (Pont de Joux), cu o lungime de 222 metri, oferea nu doar un adăpost pentru protejarea convoiului feroviar – vagonul care susținea tunul măsura el singur 41 de metri –, ci beneficia și de protecția garnizoanei germane aflate în buncărele și fortificațiile din Roquevaire.
AVLF-urile au fost create pentru a utiliza tunuri de calibru foarte mare (280 mm, apoi 380 mm), într-o perioadă în care transportul rutier nu permitea deplasarea unor sarcini atât de mari. Tunurile montate pe cale ferată permiteau tragerea cu proiectile de calibru mare, pentru a lovi de exemplu nave sau ținte îndepărtate și puțin mobile. AVLF-urile sunt arme moștenite din Primul Război Mondial și au contribuit la renașterea militară a Germaniei naziste, fiind compatibile cu doctrina armelor de elită germane: disuasive, impresionante prin dimensiuni și calibru, dar fabricate în foarte puține exemplare din cauza fragilității și fiabilității scăzute.
La 16 august 1944, o AVLF de tip K5(E), echipată cu un tun de 28 cm (bateria germană Eisenbahnbatterie 749), este poziționată în curbura de lângă stadion (actualul stadion Robert Conti, cartierul Les Roquettes). Denumirea oficială a acestei arme germane este 28 cm K5 E, unde 28 cm indică calibrul obuzului, K vine de la Kanone (tun în germană), 5 este tipul său, iar E de la Eisenbahn (cale ferată în germană).

Tun german pe cale ferată pregătit să bombardeze Toulon din La Bouilladisse (16 august 1944).

Astfel, curba liniei ferate de lângă stadion permitea ajustarea azimutului de tragere pe mai mult de 180°, iar ridicarea tunului permitea stabilirea distanței până la țintă pentru a realiza un foc în arc deasupra masivului Sainte-Baume, cu scopul de a lovi Aliații în rada portului Toulon.
Pe tot parcursul zilei de 16 august, „Schlanke Bertha” („Bertha cea Subțire” în franceză, dar tradusă de Rezistență prin „Grosse Bertha” – „Bertha cea Mare”) a tras cu o cadență medie de 8 focuri pe oră, fiecare obuz cântărind 255 kg. Pentru membrii Rezistenței din La Bouilladisse, era absolut necesar să împiedice „Grosse Bertha” să revină. A o împiedica să bombardeze Toulon însemna nu doar să sprijine efortul Aliaților în recucerirea Provencei, ci și să evite ca satul să devină o țintă a bombardamentelor aliate; însemna să salveze vieți omenești atât la Toulon, cât și la La Bouilladisse. În sat, temerile legate de atacuri erau puternice. Ca măsură de precauție, populația s-a refugiat în căsuțele împrăștiate prin câmpie. În cele din urmă, într-o galerie minieră s-a luat decizia de a arunca în aer podul de cale ferată din cartierul Les Playes pentru a împiedica tunul german să-și reia poziția. Astfel, în noaptea de 16 spre 17 august 1944, o echipă de șase mineri — compusă din Antoine Albaladéjo, cel mai în vârstă, și cinci dintre camarazii săi: Roger Silva, Lucien Eyssautier, Joseph Moreno, Michel Cano și Joseph Pedreno — s-au strecurat de-a lungul căii ferate, au plasat încărcăturile de dinamită și detonatoarele. O bubuitură puternică a sfâșiat acea noapte — podul de cale ferată din Les Playes tocmai fusese aruncat în aer. Tunul german nu a mai tras niciodată asupra Toulonului.
Liderul lor, Antoine Albaladéjo, în vârstă de abia 26 de ani, era originar din Cartagena, în Spania, unde s-a născut la 18 aprilie 1918, pământ pe care l-a părăsit la vârsta de cinci ani împreună cu familia sa pentru a se stabili în Franța, cu promisiunea unei vieți mai bune. Într-un moment în care, în Franța, mulți erau deznădăjduiți și renunțaseră în fața ocupației naziste, așa cum se întâmpla în multe părți ale țării, au început să se formeze grupuri de Rezistență. Cel din La Bouilladisse a fost constituit în septembrie 1943. Antoine Albaladéjo a fost recrutat la 13 noiembrie 1943 și a făcut parte din detașamentul FTPF al Bazinului Minier din Provence (FTPF însemnând „Francs-Tireurs et Partisans Français” – Lunetiști și Partizani Francezi). Deja subofițer instructor în artilerie ușoară în cadrul infanteriei coloniale în perioada interbelică, Antoine a preluat conducerea grupului de Rezistență din La Bouilladisse și a fost responsabilul său până la 31 august 1944.
Acest act de Rezistență a fost posibil datorită curajului lui Antoine Albaladéjo, curaj format în anii petrecuți în infanteria colonială, dar și datorită tovarășilor săi de luptă întâlniți în sat și în galeriile minelor de cărbune, unde se știe că duritatea muncii întărea solidaritatea între oameni în jurul unor valori comune – începutul unui adevărat sentiment de patrie.
Antoine Albaladéjo a încetat din viață la 18 martie 2005, la Aix-en-Provence, la vârsta de 88 de ani, cu sentimentul că și-a găsit patria și că a avut o viață liniștită. Deținător al certificatului de studii primare, a practicat de-a lungul vieții diverse meserii: muncitor necalificat, militar, cultivator de ciuperci, miner, apoi tehnician de întreținere. A fost un om pasionat de micologie și ciclism, iar singura armă din casa sa – o pușcă veche de vânătoare – trona în hol, amintind tăcut că războiul aparținea trecutului. A fost distins cu numeroase decorații: fost sublocotenent FFI (Forțele Franceze din Interior), fost locotenent în rezervă, deținător al Crucii de Război cu mențiune, Medalia Muncii în argint, aur și aur mare, mutilat al muncii, pensionar minier, voluntar al Rezistenței.
Orașul La Bouilladisse și elevii clasei a V-a (anul școlar 2009–2010) ai domnului Rebuffat (profesor la școala Paul-Éluard) au ținut să aducă un omagiu meritat și respectuos celui care a oferit o parte din viața și tinerețea sa pentru această libertate recucerită, atât de prețioasă pentru noi astăzi. Astfel, la 22 iunie 2010, parcarea din cartierul Les Roquettes a fost botezată „Parcarea Antoine-Albaladéjo” de către comuna La Bouilladisse.

## Populația și societatea

### Date demografice
Evoluția numărului de locuitori este cunoscută prin recensămintele populației efectuate în comuna respectivă începând din 1881. Pentru comunele cu mai puțin de 10 000 de locuitori, un recensământ al întregii populații este realizat la fiecare cinci ani, populațiile legale pentru anii intermediari fiind estimate prin interpolare sau extrapolare. Pentru comuna respectivă, primul recensământ exhaustiv în cadrul noului dispozitiv a fost realizat în 2004.
În 2022, comuna număra 6 447 locuitori, în creștere cu +5,09 % față de 2016 (Bouches-du-Rhône: +2,48 %, Franța fără Mayotte: +2,11 %).
| An        | 1881  | 1886  | 1901  | 1921  | 1936  | 1962  | 1982  | 2006  | 2014  | 2022  |
| --------- | ----- | ----- | ----- | ----- | ----- | ----- | ----- | ----- | ----- | ----- |
| Populație | 1 378 | 1 315 | 1 329 | 1 243 | 1 400 | 1 715 | 3 117 | 5 561 | 6 056 | 6 447 |

## Cultură și patrimoniu

### Locuri și monumente
- Biserica Saint-Laurent, construită în 1911 ;
- Capela La Bourine, construită în 1782 ;
- Oratoriul din cătunul Le Pigeonnier ;
- Castelul Velin-Tournon, secolul al XVIII-lea ;
- Castelul Malvésine, secolul al XVIII-lea ;
- Peștera Tonneau ;
- Peștera Janet ;
- Peștera Rate-Penade ;
- Peștera Escargot (Melcului)[32].